# Підгайці (Володимирський район)
Підга́йці — село в Україні, у Зимнівській сільській громаді Володимирського району Волинської області. Населення становить 161 особа.

## Географія
Відстань до обласного центру складає 64 км, до районного центру — 10 км.

## Населення
За даними всеукраїнського перепису населення 2001 року у селі мешкало 160 осіб.
Мова
Розподіл населення за рідною мовою за даними перепису 2001 року був наступним:
| українська | 161 | 100% |

## Географія
Село розташоване на правому березі Свинорийки.

## Історія
Вперше згадуються Підгайці 14 травня 1498 року, коли Ян Никлевич Підгаєцький продав село володимирському старості Василю Хребтовичу.
13 грудня 1550 року, коли вони були продані князями Олександром Андрійовичем та Ганною Андріївною Сангушковичами-Коширськими пану Олексію Вовчку Якимовичу Жасківському. 21 липня 1563 року він подарував Підгайці своїй дружині Ганні Василівні Патрикієвич.
При королі Жиґимонті Августі також згадується земля Підгайці у Володимирському повіті, яка разом з землею Радочиж та маєтком Яновом належала до володимирського монастиря Святого Спаса, була надана королем дворянину Павлу Григоровичу Оранському, а пізніше, 28 лютого 1563 року також надана у спадок його дітям: Михайлу, Григорію та Іллі.
У 1578 році, 6 червня, власність на монастир разом з Підгайцями Павлом Оранським та його синами була підтверджена королем Стефаном, а 3 лютого 1580 року підтверджене пожиттєве володіння Михайлу Оранському.
Після нападу козаків та татар 14 травня 1649 року на села Хмелів, Хмелівка-Болоховичі та Підгайці, які тоді належали Андрію Заленському, з 41 господарств залишилося 36 домів.
Після нападу 7 лютого 1650 року у Хмелеві Великому та Підгайцях разом 10 домів було.
Під час нападу 23 жовтня 1652 року на село у частинах Хмелева Великого та Підгаєць, які належали Заленському разом залишилось всього 4 дими. На той самий час у маєтках Ярослава Потія у Хмелеві Великому, Підгайцях і Хобултові залишилось разом 40 димів, що на 24 менше ніж було до того.
У 1906 році село Микулицької волості Володимир-Волинського повіту Волинської губернії. Відстань від повітового міста 11 верст, від волості 5. Дворів 40, мешканців 306.
12 червня 2020 року, відповідно до розпорядження Кабінету Міністрів України № 708-р «Про визначення адміністративних центрів та затвердження територій територіальних громад Волинської області», увійшло до складу Зимнівської сільської територіальної громади.
19 липня 2020 року, в результаті адміністративно-територіальної реформи та ліквідації  Володимир-Волинського району(1940—2020), село увійшло до новоутвореного Володимир-Волинського району (від 18 липня 2022 Володимирського).